# Muhammad Wilkerson
Muhammad Anthony Wilkerson (* 22. Oktober 1989 in Elizabeth, New Jersey) ist ein ehemaliger US-amerikanischer American-Football-Spieler auf der Position des Defensive Ends. Er spielte für die New York Jets und die Green Bay Packers in der National Football League (NFL).

## Karriere
Wilkerson spielte College Football für die Temple University und wurde von den New York Jets in der ersten Runde des NFL Draft 2011 als 30. Spieler ausgewählt.
In seiner ersten Saison für die Jets konnte Wilkerson gleich einen Forced Fumble erzwingen und zusätzlich 49 Tackles anbringen. Außerdem erzielte er drei Sacks.
Am 15. März 2018 unterschrieb er einen Einjahresvertrag über fünf Millionen US-Dollar bei den Green Bay Packers.